# История Католической церкви
Католическая церковь сформировалась в I siècle(столетии) н. э. на территории Западной Римской империи. Формирование отличительных особенностей церкви Запада, отличающих её от церквей Востока, началось ещё в первые века истории христианства. Традиционно в трудах религиоведов считается, что в результате Великого раскола 1054 года христианская церковь разделилась на Католическую и Православную.
В результате Реформации из католицизма в протестантизм перешли многие страны на севере и в центре Западной Европы. В новое время католицизм начал распространяться в Новом Свете, Азии и Африке. В результате секуляризации общества в XIX и XX веке от активной религиозной жизни отошла значительная часть населения в католических странах. 
В Новое время особое значение приобрёл вопрос существования Церкви в современном мире, что вызвало полемику консерваторов с модернистами. Значительной вехой в жизни Католической церкви стал Второй Ватиканский собор, в ходе которого был осуществлён ряд реформ церковной жизни.

## История Католической церкви в богословии католицизма
Католическая церковь рассматривает всю историю христианской Церкви до Великого раскола 1054 года как свою историю.
Согласно доктрине католической Церкви, Католическая (Вселенская Церковь) была «прообразно возвещена уже от начала мира, дивно предуготовленная в истории народа Израильского и Ветхом Завете, наконец, в эти времена последние основана, явилась через излияние Духа Святого и будет завершена во славе в конце времён».
Так же, как Ева была сотворена из ребра уснувшего Адама, Церковь родилась из пронзённого сердца Христа, умершего на Кресте.

## Раннее христианство

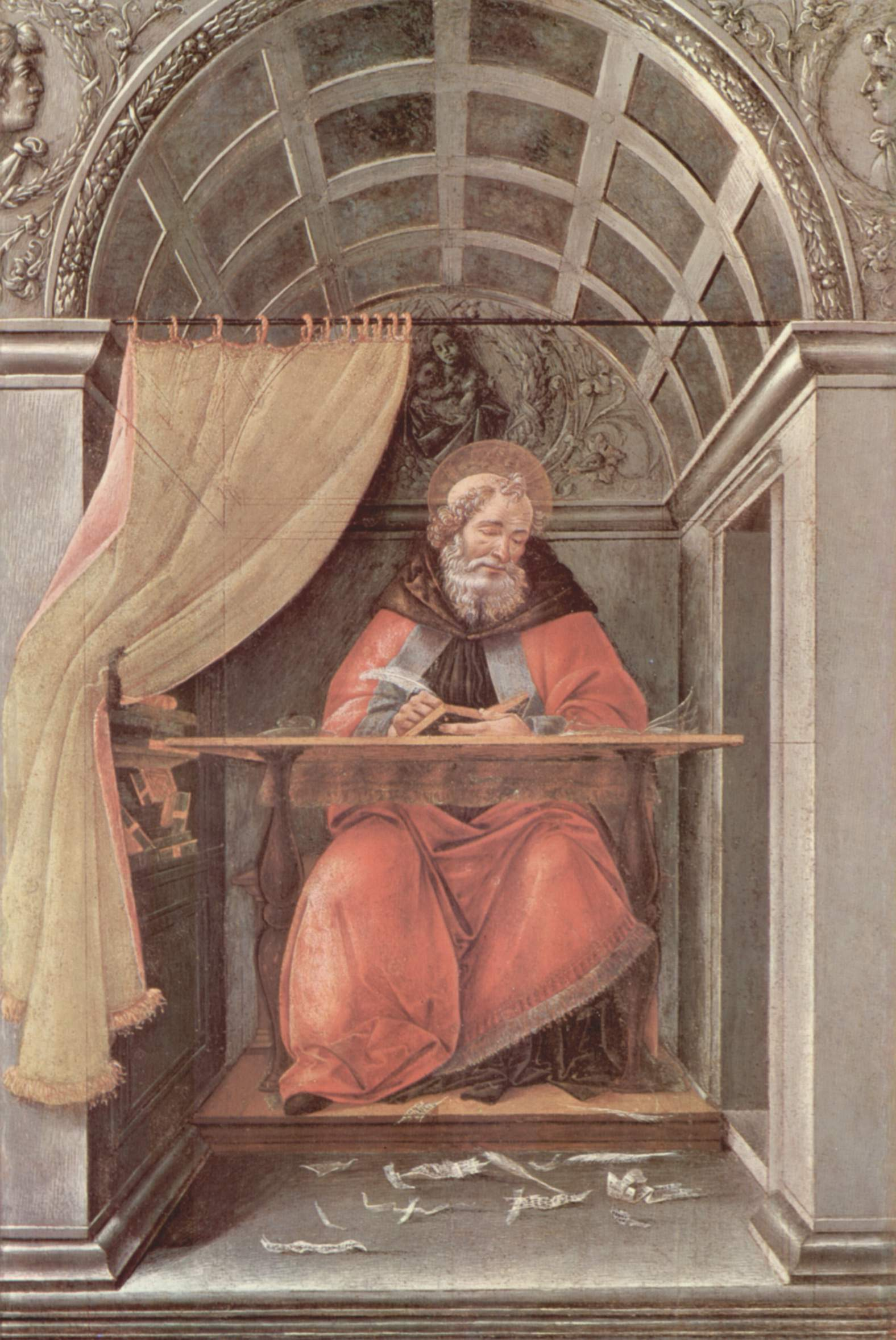
Аврелий Августин

Вероучение Церкви восходит к апостольским временам (I век). В течение II века христианство распространилось практически по всей Римской империи, во II веке появилась обширная апологетическая литература, а также послания и сочинения авторитетных христианских авторов. Вероучение формировалось определениями Вселенских и поместных соборов. С самого начала своего существования Церковь подвергалась гонениям со стороны императоров. Наиболее кровавые гонения были предприняты Децием и Диоклетианом. Свободу христианская церковь получила после Миланского эдикта императора Константина.
Первым серьёзным еретическим учением в христианстве стало арианство (IV век), осуждённое на Первом Никейском соборе. В V веке на Востоке появились ереси, касающиеся природы Христа (см. христология): несторианство и монофизитство. Римские епископы сыграли центральную роль в борьбе с этими учениями — папа Целестин I критиковал несторианство, осуждённое затем на Эфесском соборе, а папа Лев I боролся с монофизитством, отвергнутом на Халкидонском соборе.

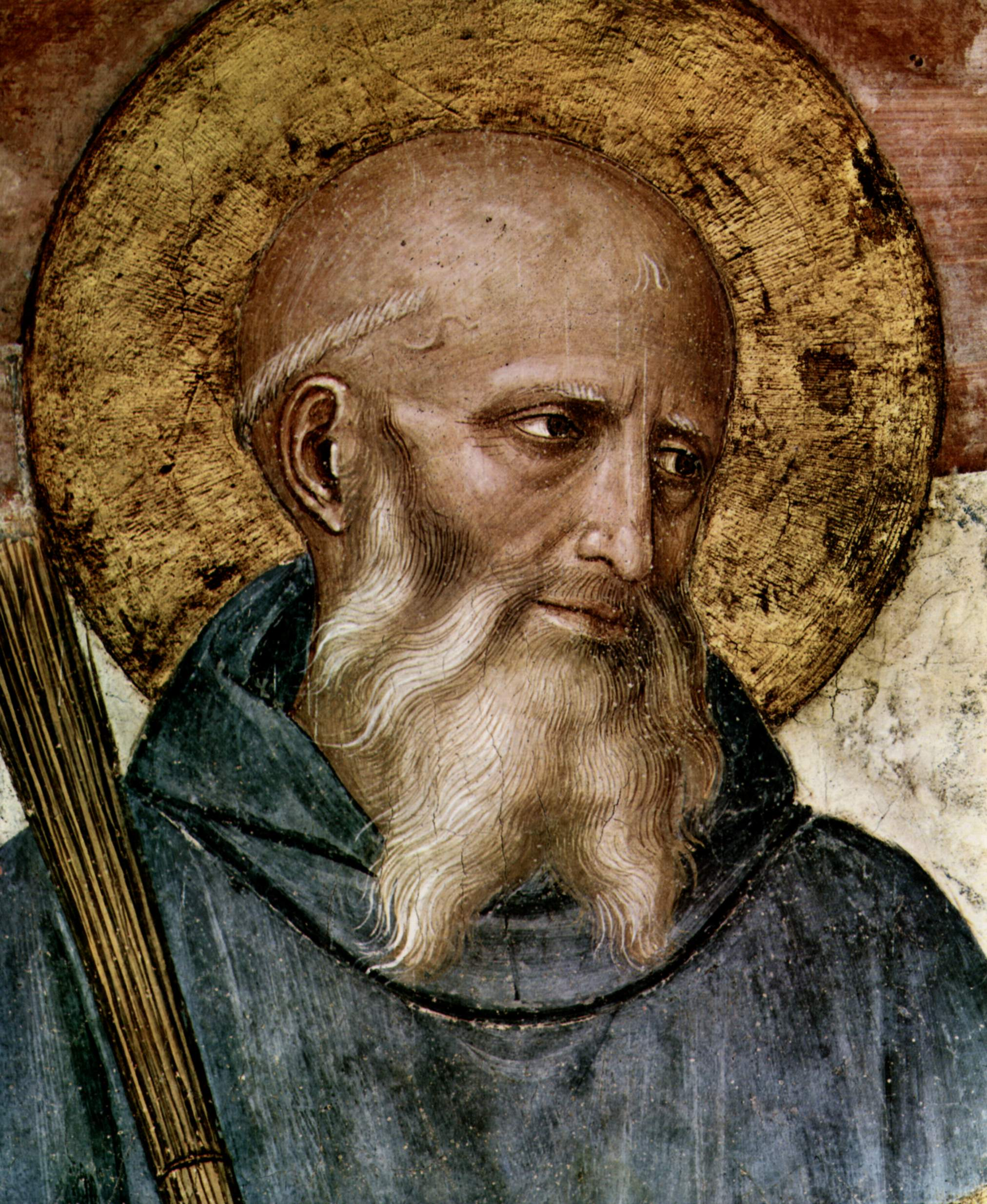
Бенедикт Нурсийский, отец западного монашества

Наиболее выдающимися представителями богословской мысли Запада в ранний период развития Церкви стали четыре латинских Учителя Церкви — Амвросий Медиоланский (340—397), Иероним Стридонский (342—419), Аврелий Августин (354—430) и папа Григорий I (540—604). Августин стал родоначальником центрального направления западной христианской философии (августинизма), сохранявшего этот статус вплоть до XIII века. Иероним создал латинский перевод Священного писания, ставший каноническим и известный под именем Вульгата.
Монашество, зародившееся в Египте в III веке, находило многочисленных последователей и на Западе, наиболее известен св. Мартин Турский. В VI веке был создан старейший монашеский орден Запада — бенедиктинцы, деятельность которого связана с именем св. Бенедикта Нурсийского. Устав бенедиктинского ордена послужил основой для уставов более поздних монашеских орденов и конгрегаций, например, камальдулов или цистерцианцев. Бенедиктинские аббатства внесли важнейший вклад в культуру и экономику Средневековья, при них создавались библиотеки, скриптории, художественные мастерские. Первые западные исторические хроники создали епископ Григорий Турский и бенедиктинский монах Беда Достопочтенный.

## VII—X века

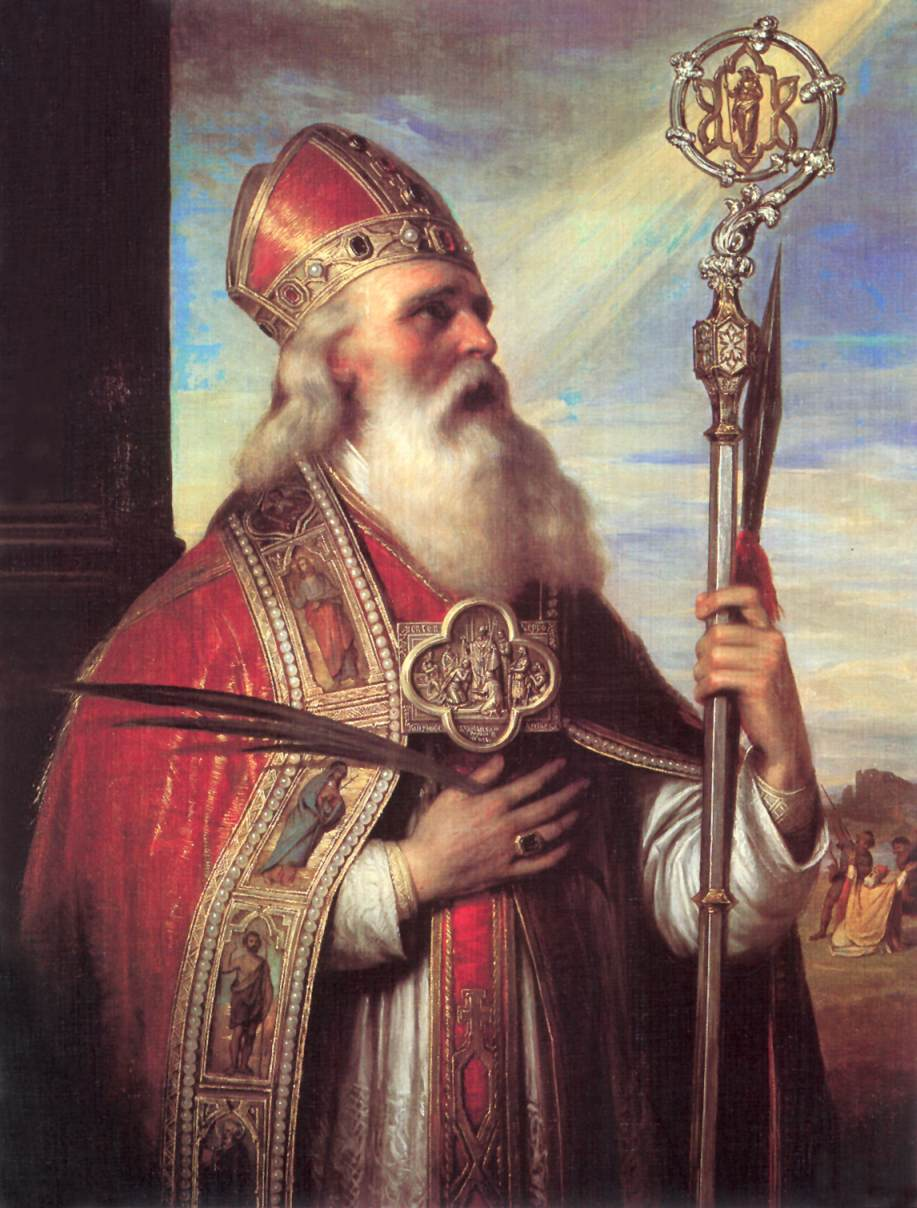
Адальберт Пражский

VII—IX века были отмечены усилением миссионерской деятельности, в которой большую роль играли монахи из Ирландии, бывшей в эту эпоху одним из главных европейских центров христианства, и Англии. Деятельность святых Бонифация, Виллиброрда, Виллигиза, Аманда, Ансгара, Виллибальда, Руперта и других привела к христианизации территорий современных Германии, Австрии, Дании, Нидерландов. В более позднее время миссионерская деятельность переместилась в Восточную Европу и Скандинавию: Герард Венгерский прославился как «апостол венгров»; Адальберт Пражский и Бруно Кверфуртский погибли при проповеди христианства пруссам. Адальберт Магдебургский стал первым латинским епископом, прибывшим в Киевскую Русь по приглашению св. Ольги, однако его миссия не увенчалась успехом. Деятельность Кирилла и Мефодия, которая пользовалась полной поддержкой пап Адриана II и Иоанна VIII, имела решающее значение в христианизации славянских народов Европы.
В середине VIII века было создано Папское государство. Перед лицом угрозы нападения лангобардов Папа Стефан II, не надеясь на помощь Византии, обратился за помощью к франкскому королю, который в 756 году передал захваченный им Равеннский экзархат Папе. Восстановление Западной империи при Карле Великом произошло при поддержке Апостольского престола. В эпоху создания Папского государства и восстановления империи произошло первое в эпоху Средневековья возрождение культуры, названное позже Каролингским возрождением.
В IX веке произошёл первый церковный раскол между Западом и Востоком, так называемая Фотиева схизма, связанная с незаконным смещением константинопольского патриарха Игнатия и назначением на его место Фотия и поддержкой, оказанной Римом Игнатию.
Последовавшие позже нападения норманнов, сарацинов и венгров породили хаос в Западной Европе, мешавший упрочению светской власти папства: короли и сеньоры провели секуляризацию церковного имущества и стали претендовать на собственное назначение епископов. Короновав императором Священной Римской империи Оттона I в 962 году, папа Иоанн XII стремился обрести надёжного покровителя; однако, его расчёты не оправдались.

## От Великого раскола до Реформации

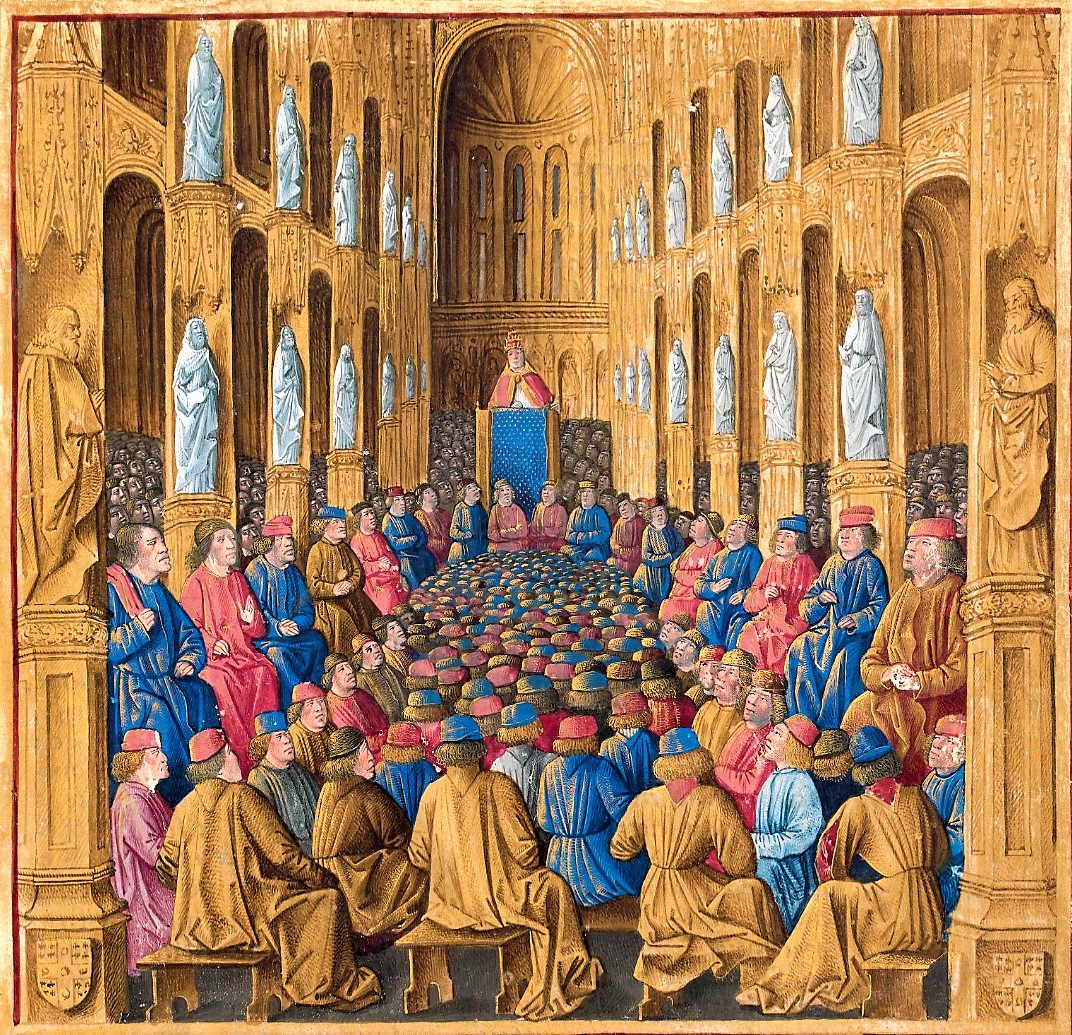
Папа Урбан II призывает к крестовому походу

В 1054 году произошёл раскол с восточной Церковью. В 1123 году состоялся первый после раскола собор без участия восточных патриархатов — Первый Латеранский собор (IX Вселенский) и с тех пор сборы стали проводиться более регулярно. C конца XI века началась эпоха крестовых походов, целью которых было отвоевать Святую землю, захваченную арабами ещё в VII веке. Первый крестовый поход был организован в 1095 году по призыву папы Урбана II и привёл к созданию на Ближнем Востоке государств крестоносцев, просуществовавших до конца XIII века. Во время первых крестовых походов стали возникать духовно-рыцарские ордена, призванные помогать паломникам и защищать святые места.
В XI веке папство вело борьбу за обладание правом инвеституры; успех борьбы был во многом обусловлен тем, что она велась под популярным среди церковных низов лозунгом искоренения симонии. Реформы были начаты в 1049 году Львом IX и продолжены были его преемниками, среди которых выделился Григорий VII, при котором светское могущество папства достигло зенита. В 1059 году Николай II, воспользовавшись малолетством Генриха IV, учредил Священную Коллегию кардиналов, которой отныне принадлежит право избрания нового Папы. В 1074—1075 годах император был лишён права епископской инвеституры, что в условиях, когда многие епископства были крупными феодальными владениями, подрывало целостность Империи и власть императора. Противоборство папства и Генриха IV вступило в решающую фазу в январе 1076 года, когда организованное императором в Вормсе собрание епископов объявило Григория VII низложенным. 22 февраля 1076 года Григорий VII отлучил Генриха IV от Церкви, что принудило его к акту, известному как хождение в Каноссу.
XI—XII века ознаменовались также существенными изменениями в западной монашеской жизни. Сильное движение за возвращение монашеству первоначальных идеалов бедности и строгости привело к созданию новых орденов со строгим уставом — картезианцев, цистерцианцев, камальдулов. Клюнийское движение, названное так по имени аббатства Клюни во Франции, осуществило реформу бенедиктинской монашеской жизни.
В начале XIII века папа Иннокентий III выступил организатором 4-го крестового похода. Инспирируемые венецианцами крестоносцы захватили и разграбили в 1202 году западнохристианский город Зара (совр. Задар), а в 1204 году — Константинополь, где папством была учреждена Латинская империя (1204—1261). Насильственное насаждение латинства на Востоке сделало раскол 1054 года окончательным и необратимым.

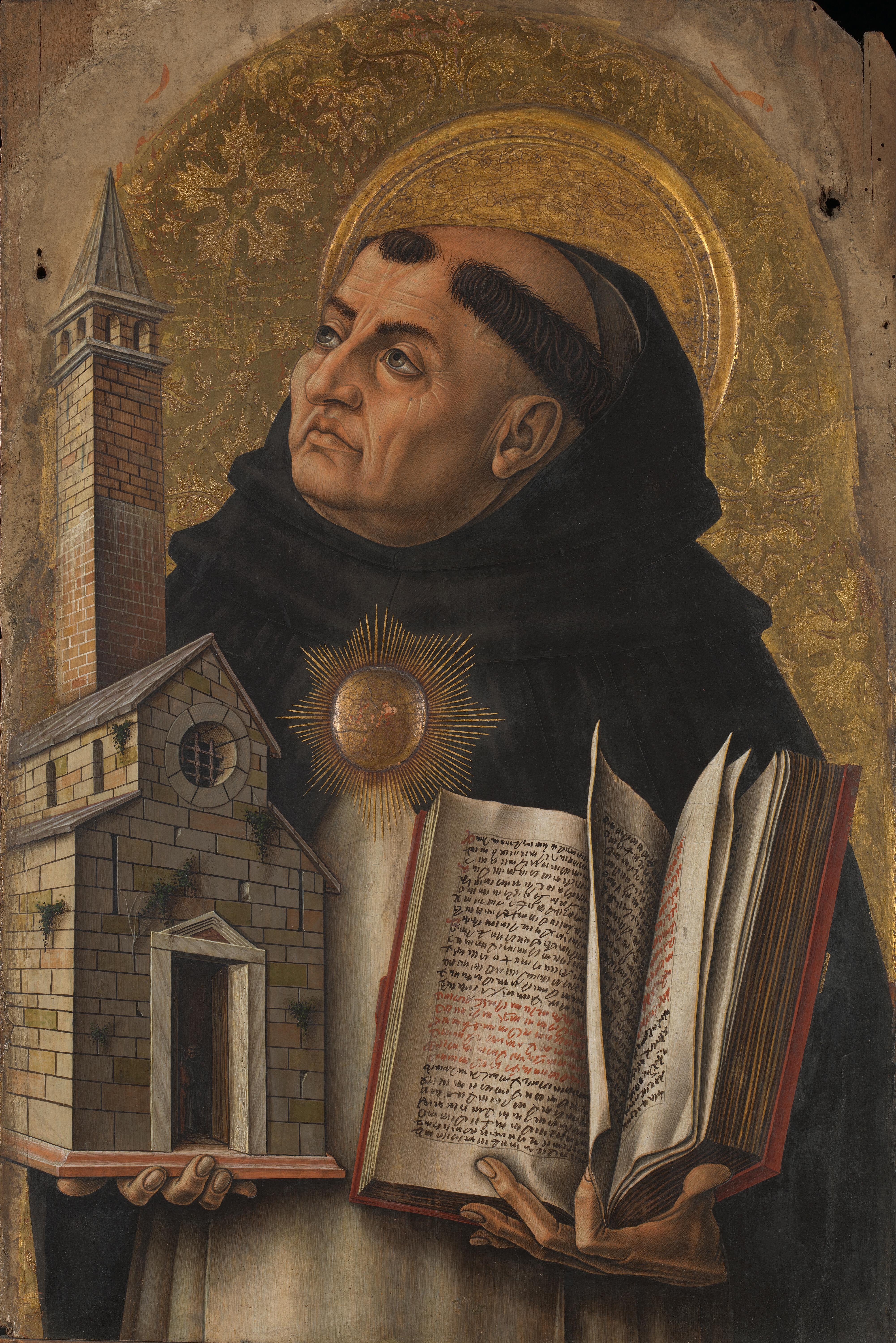
Святой Фома Аквинский

В XIII веке в Католической церкви было основано большое количество новых монашеских орденов, получивших название нищенствующих — францисканцы, доминиканцы, августинцы и др. Доминиканский орден сыграл большую роль в борьбе Католической церкви с новыми еретическими движениями — катарами (на юге Франции их называли альбигойцами) и вальденсами. Для борьбы с новыми еретическими движениями при понтификате Иннокентия III был создан особый церковный суд — инквизиция, расследовавший дела, связанные с обвинением в ереси.
Францисканцы и доминиканцы проповедовали в миру, не стремясь к затворнической жизни, характерной для более ранних орденов. Впервые при этих орденах были созданы общины мирян-терциариев.
XIII век связан также с именем Фомы Аквинского, великого философа, основателя томизма, создавшего философское учение на основе синтеза идей августинизма с философией Аристотеля. К этой же эпохе относится деятельность великих философов и учёных Альберта Великого, Иоанна Дунса Скотта и Бонавентуры, которые были монахами нищенствующих орденов. Католическая церковь сыграла важную роль в появлении университетов, и развитии схоластической философии и богословия.
В конце XIII века возник серьёзный конфликт между папой Бонифацием VIII и королём Франции Филиппом IV Красивым из-за стремления расширить налогооблагаемую базу за счёт духовенства. Бонифаций VIII издал ряд булл (первая в феврале 1296 года — Clericis laicos) в противодействие таким узаконениям короля, в частности одну из знаменитейших булл в истории папства — Unam Sanctam (18 ноября 1302 года), утверждавшую, что вся полнота как духовной, так и светской власти на земле пребывает в юрисдикции Пап. В ответ Гийом де Ногарэ объявил Бонифация «преступным еретиком» и взял его в плен в сентябре 1303 года. С Климента V начался период, известный как авиньонское пленение пап, продолжавшийся до 1377 года. В этот период папская резиденция располагалась во французском Авиньоне, а Папское государство вокруг Рима фактически прекратило существование. В 1311—1312 годах проходил Вьеннский собор, на котором присутствовали Филипп IV и светские сеньоры. Главной задачей Собора было завладение имуществом ордена тамплиеров, который был ликвидирован буллой Климента V Vox in excelso; последовавшая булла Ad providam передавала активы тамплиеров Мальтийскому ордену.

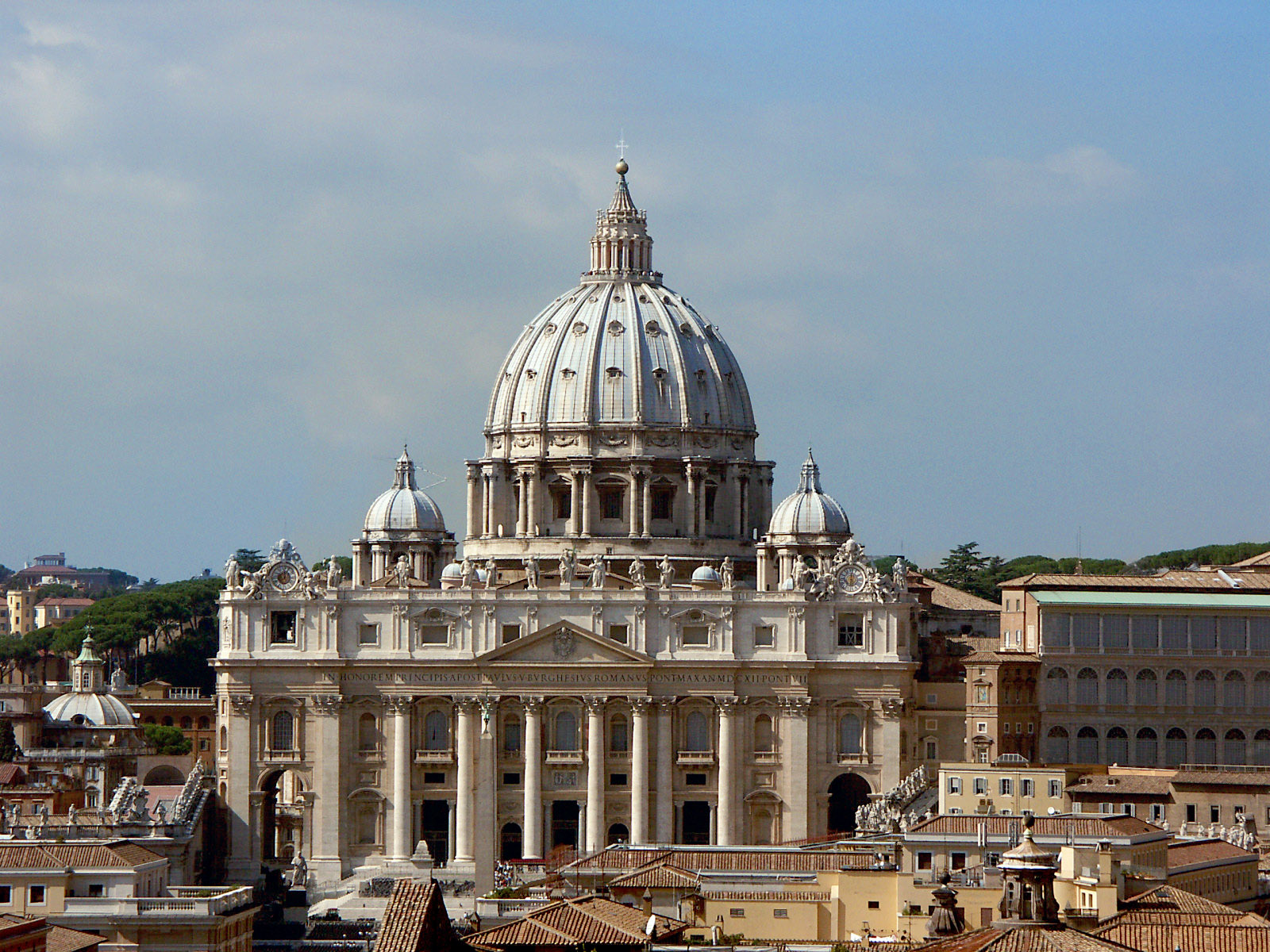
Собор Святого Петра — шедевр архитектуры Ренессанса

В понтификат Григория XI папский престол вернулся в Рим, возвращению способствовали призывы святых Екатерины Сиенской и Бригитты Шведской. По смерти Григория XI в 1378 году последовал так называемый Великий западный раскол, когда сразу три претендента объявили себя истинными Папами. Созванный императором Священной Римской империи Сигизмундом I в 1414 году Собор в Констанце (XVI Вселенский Собор) разрешил кризис, избрав Мартина V как преемника Григория XII. Собор также в июле 1415 года приговорил к сожжению заживо чешского проповедника Яна Гуса, а 30 мая 1416 года — Иеронима Пражского по обвинению в ереси.
В 1438 году состоялся созванный Евгением IV Собор в Ферраре и во Флоренции, итогом которого была Флорентийская уния, объявлявшая о воссоединении Западной и Восточной Церквей, — вскоре отвергнутая на Востоке. Однако, в XV—XVI веках Римом было заключено несколько удачных уний с отдельными Восточными церквями, приведших к созданию целого ряда Восточнокатолических церквей (Брестская уния, Ужгородская уния, унии с армянской, халдейской и малабарской церквями и др.). В XVI веке на Западе было окончательно узаконено использование наряду с латинским других литургических обрядов (амвросианского и мосарабского). Эти процессы привели к литургическому разнообразию в рамках прежде практически исключительно латинской Католической церкви.
В период Возрождения папский Рим стал одним из главных центров ренессансной культуры. Папа Пий II был известным поэтом, папа Адриан VI — философом и гуманистом. Одним из выдающихся философов эпохи Возрождения стал кардинал Николай Кузанский. Под покровительством пап Юлия II и Льва X в Ватикане работали великие живописцы и скульпторы, в том числе Леонардо да Винчи, Микеланджело, Рафаэль, Браманте, Бернини и другие.

## Реформация и Контрреформация

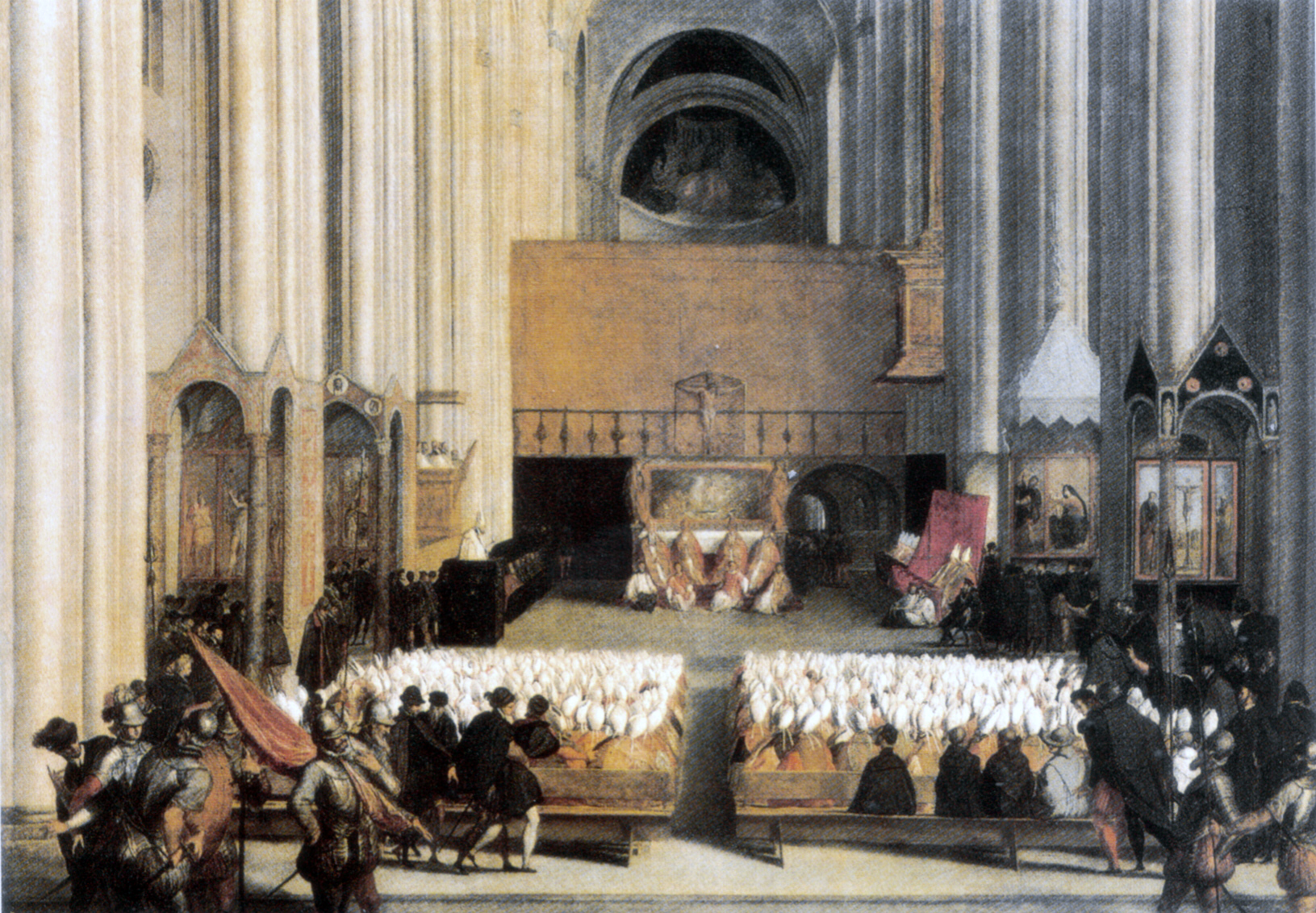
Сессия Тридентского собора

В 1517 году проповедью Лютера началось мощное религиозное и политическое движение, известное под именем Реформации. Одним из поводов к началу движения было злоупотребление индульгенциями, а главной движущей силой — недовольство различных общественных слоев Католической церковью. Последствием реформационного движения стало появление протестантизма и отпадение от Католической церкви целых регионов и стран — Северная Германия, Англия, Нидерланды, Скандинавия. Религиозный раскол привёл к целому ряду религиозных войн, продолжавшихся вплоть до Вестфальского мира 1648 года, который ознаменовал окончание Тридцатилетней войны и закрепил размежевание Европы по религиозному признаку.
Ответом на реформационное движение со стороны Католической церкви стала Контрреформация, в ходе которой Церковь осуществила ряд важных внутренних реформ. Были основаны первые семинарии для повышения нравственного и интеллектуального уровня будущих священников, целый ряд монашеских орденов (кармелиты, францисканцы) претерпели реформы, направленные на искоренение злоупотреблений, были основаны и новые ордена и движения — театинцы, камиллианцы, ораторианцы и др. Важнейшую роль в Контрреформации сыграл вновь образованный орден иезуитов. Центральным моментом контрреформационных усилий стал Тридентский собор (XIX Вселенский), продолжавшийся с 1545 по 1563 год. Собор уточнил и изложил основы католического вероучения о спасении, таинствах и библейском каноне; была стандартизирована латинская месса. Решения собора также были направлены на устранение недостатков монашеской и приходской жизни.

## Новое время

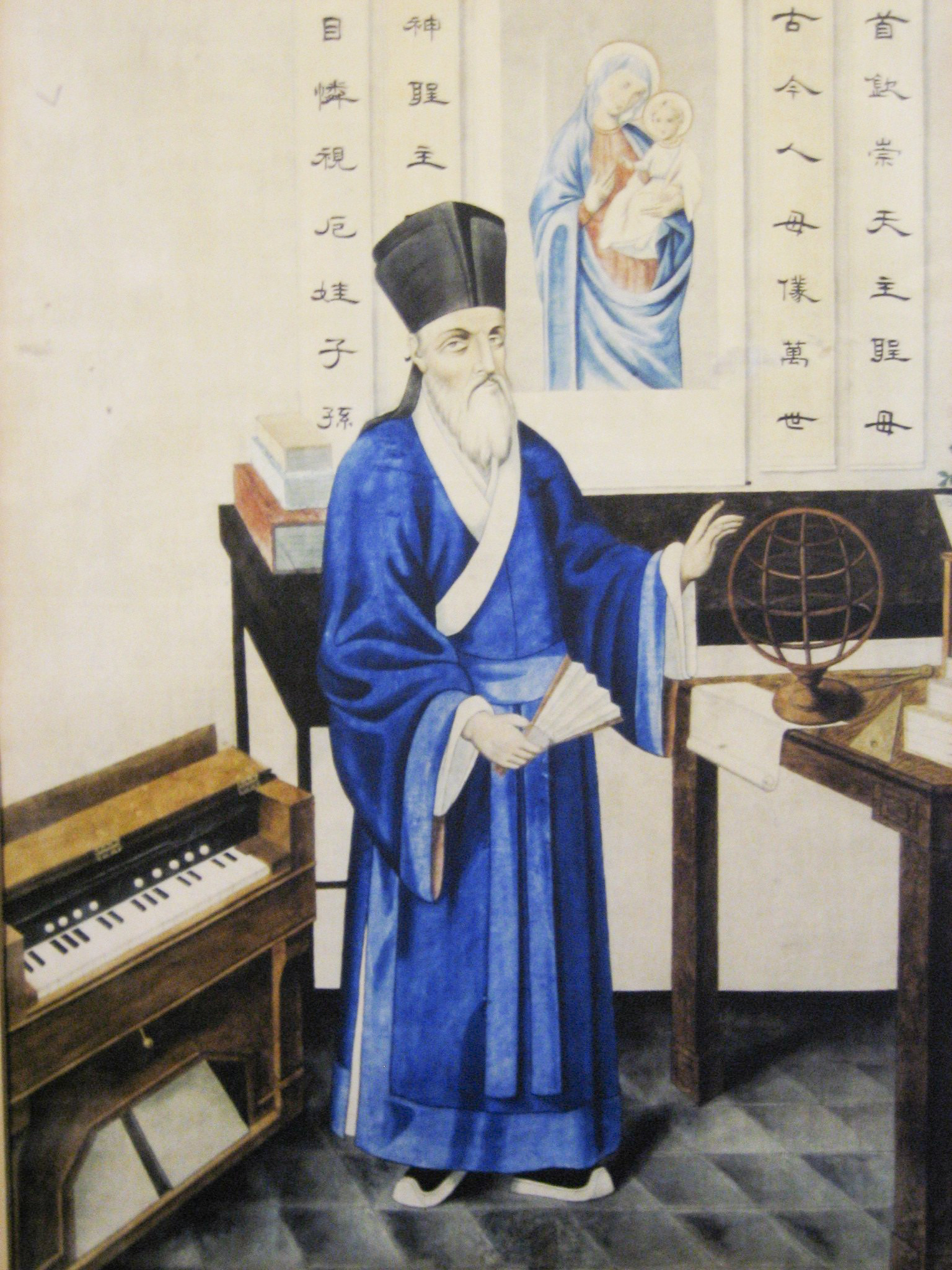
Иезуит-миссионер Маттео Риччи в китайской одежде

После экспедиций Колумба, Магеллана и Васко да Гамы началась эпоха Великих географических открытий. Григорий XV в 1622 году основал в Римской курии Конгрегацию пропаганды веры, одной из главных задач которой была координация миссионерства в Новом Свете. Обращение индейцев в христианство зачастую проводилось жестокими и насильственными методами, с другой стороны, католические священники сами часто защищали индейцев от насилия со стороны европейских колонизаторов (Б. де Лас Касас), но это были частные случаи. Уникальным явлением в истории Южной Америки стало высокоразвитое государство иезуитов в Парагвае. Миссионерская активность Католической церкви выросла и в Азии (Маттео Риччи, Франциск Ксаверий).
В XVII веке во Франции деятельность святых Винсента де Поля, Франциска Сальского и других привела к оживлению религиозной и монашеской жизни и появлению новых орденов, в частности лазаристов и визитанток. Богословская мысль в этот период концентрировалась на полемике с кальвинизмом и янсенизмом, новым религиозным учением, осуждённым в итоге Церковью.
В ходе Великой французской революции Католическая церковь в стране подверглась репрессиям.
В 1790 году была принята «Гражданская конституция духовенства», закрепившая за государством абсолютный контроль над Церковью. Некоторые священники и епископы дали клятву верности, другие отказались. В Париже в сентябре 1792 года было казнено более 300 представителей духовенства и многим священникам пришлось эмигрировать. Годом позже началась кровавая секуляризация, были закрыты и разорены практически все монастыри. В Соборе Парижской Богоматери стал насаждаться культ богини Разума, в конце государственной религией Максимилиан Робеспьер провозгласил культ некоего Верховного Существа. В 1795 году свобода вероисповедования во Франции была восстановлена, но тремя годами позже Рим заняли французские революционные войска генерала Бертье и с 1801 года епископов стало назначать правительство Наполеона. Во многих других европейских странах в XVIII веке также проводилась секуляризация церковных земель, роспуск монастырей, ограничивались привилегии духовенства.
В XIX веке Католическая церковь испытала новый подъём. Была восстановлена католическая иерархия в ряде протестантских стран, восстанавливали позиции монашеские ордена и конгрегации. Первый Ватиканский собор (1869—1870 год) изложил и утвердил доктринальные положения о статусе Римского епископа, на соборе после долгой дискуссии был принят догмат о папской безошибочности «ex cathedra». Часть несогласных с решениями собора епископов и священников ушла в раскол и образовала церковь старокатоликов. В то же время революционные процессы в Италии привели к созданию единого государства, ликвидации в 1870 году Папского государства и лишению Папы светской власти. Светский статус Апостольского престола оставался неурегулированным до 1929 года, когда в результате Латеранских соглашений было создано государство Ватикан.
В 1891 году вышла энциклика «Rerum Novarum» о социальной доктрине Церкви в новых условиях, впоследствии получившей название «христианская демократия». Папе Пию X пришлось столкнуться в частности с так называемыми интегристами, отрицавшими экзегетику.

## XX—XXI века
В первой половине XX века Церковь подверглась жестоким гонениям в Советской России (впоследствии в Советском Союзе), Мексике и республиканской Испании. 12 марта 1922 года был подписан договор между представителем Святого Престола государственным секретарем кардиналом Гаспарри и представителем Советской России В. В. Воровским о направлении в Россию миссии для помощи жертвам голода. Миссия приехала в Россию в августе 1922 года и вела работу в течение двух лет, окончательно прекратила работу в конце 1924 года. В 1924 году апостольский нунций в Берлине монсеньор Пачелли начал переговоры с СССР о статусе католической иерархии в России. Начиная с 1920-х годов советская власть приступила к уничтожению Католической церкви в стране; были расстреляны, репрессированы и высланы из страны практически все священнослужители и активные прихожане.
С национал-социализмом изначально сложились самые натянутые отношения и немецкие епископы запретили католикам вступать в нацистскую партию, но после прихода Гитлера запрет был снят. В 1937 году папа Пий XI в энциклике «Mit brennender Sorge» выступил с осуждением нацизма и указаниями на то, что антисемитизм несовместим с христианством. Во время Второй мировой Католическая церковь была вынуждена придерживаться частичного нейтралитета для сохранения жизней верующих масс и своей независимости. Множество католических священников и монахов прошли через нацистские концлагеря, часть из них погибла, некоторые из них впоследствии канонизированы (Максимилиан Кольбе, Эдит Штайн, Тит Брандсма и др.). Различные католические организации спасли от смерти тысячи людей «неарийской» национальности и антифашистов. В зданиях Ватикана, имевших экстерриториальный статус, было предоставлено убежище ряду преследуемых лиц. В Италии Католическая церковь первоначально противостояла фашистам в лице союза Белой розы. Однако в Германии по сообщениям некоторых СМИ Католическая церковь использовала труд советских пленных. В Германии из 13 млн иностранных граждан, ввезенных для принудительных работ, 6 тысяч работали в католических заведениях, где условия были лучше, чем в других местах. В Хорватии католические священники и монахи приняли широкое участие в геноциде сербов, а архиепископ Степинац поддержал режим хорватских усташей.
В XX веке новый импульс получила паломническая традиция в католицизме. Кроме традиционных мест паломничества, таких как Рим или Иерусалим, крупнейшими паломническими центрами стали французский Лурд и португальская Фатима, где, по мнению католиков, имели место явления Девы Марии. Среди значимых святых мест, посещаемых паломниками, также испанский город Сантьяго-де-Компостела, польская Ченстохова, итальянские Лорето, Ассизи, Падуя.

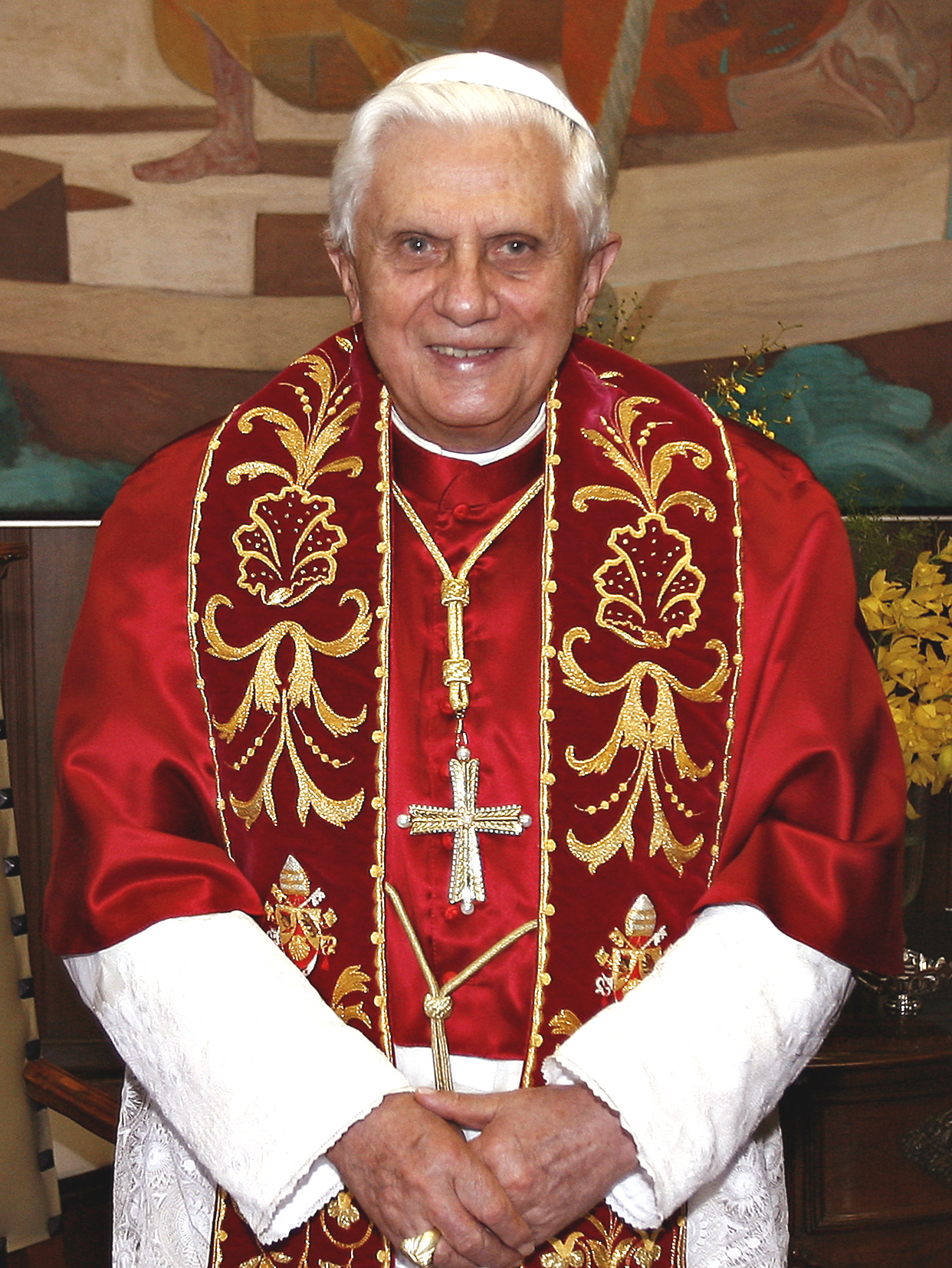
Папа Бенедикт XVI

11 октября 1962 года в Риме состоялось торжественное открытие созванного Иоанном XXIII Второго Ватиканского собора для решения назревших послевоенных проблем. По итогам собора был принят целый ряд документов, в которых провозглашалась большая открытость Церкви к сотрудничеству и поиску взаимопонимания с другими христианскими конфессиями и религиями. Во время паломничества проведшего основную фазу собора Павла VI в Иерусалим состоялась встреча с константинопольским патриархом Афинагором, на которой были отменены взаимные анафемы времён Великого раскола. После собора сильной реформе подверглось богослужение, в частности, разрешено служение мессы на национальных языках. Несогласные с реформой богослужения сформировали движение католиков-традиционалистов, часть из них в 1980-х годах оказалась в состоянии фактического раскола (Священническое братство св. Пия Х), часть сохраняет общение со Святым Престолом, пользуясь в литургической жизни разрешением (индультом) на служение по тридентскому чину (Братство св. Петра и др.).
16 октября 1978 года на папский престол был избран Иоанн Павел II, ставший первым папой — не итальянцем за последние 455 лет и первым папой славянского происхождения. Его понтификат, один из самых длинных в истории, сыграл важную роль в развитии межконфессиональных и межрелигиозных отношений; папа совершил более 100 поездок по всему миру. После смерти Иоанна Павла II 2 апреля 2005 года на Апостольский престол был избран немецкий кардинал Йозеф Ратцингер, взявший себе имя Бенедикт XVI. 28 февраля 2013 года папа Бенедикт XVI отрёкся от престола, это сделало его первым добровольно отрекшимся римским папой со времён папы Григория XII в 1415 году. Новым папой был избран аргентинский кардинал Хорхе Марио Бергольо, принявший имя Франциск и ставший первым в истории папой из Нового Света.